# NGC 150

NGC 150

NGC 150 (المعروف أيضا باسم PGC 2052) هي مجرة حلزونية تقع في كوكبةمعمل النحات (كوكبة). تبعد حوالي 70 مليون سنة ضوئية عن النظام الشمسي، ويبلغ قطرها حوالي 55000 سنة ضوئية. تم اكتشافها في 20 نوفمبر 1886 من قبل لويس سويفت. تم الكشف عن مستعر أعظم عام 1990 وأفيد بأنه مشابه لعام 1987.

## وصلات خارجية
- NGC 150 على موقع ويكي سكاي: DSS2, SDSS, GALEX, IRAS, Hydrogen α, X-Ray, Astrophoto, Sky Map, Articles and images

قالب:Sculptor (constellation)